# Contre-griffe
Une contre-griffe est un dispositif prévu pour tenir en place un morceau de film, de papier ou de tout autre matériel pendant l'exposition photographique lors d'une reproduction ou du tirage.
Les contre-griffes sont utilisées en impression offset et en cartographie, pour placer de façon exacte les différents films ou plaques pour le travail multicolore.
De la même façon, en animation traditionnelle, dessinée à la main, les cellulos, perforés, s'ajustent sur des chevilles arrondies communément appelées picots qui permettent de superposer exactement les dessins successifs, au moment de la réalisation, et au moment de la prise de vue.
Toutes les caméras de cinéma n'ont pas de contre-griffes pour maintenir le film immobile pendant l'exposition. Le presseur qui applique le film contre la fenêtre de prise de vues peut suffire pour assurer la fixité des images successives. Quand il peut y avoir plusieurs passages, comme dans les trucas, caméras de laboratoire utilisées pour les trucages ou les banc-titres de prise de vues d'animation, les contre-griffes sont plus nécessaires.